# Мяоська сільська рада
Мя́оська сільська рада (ест. Mäo külanõukogu, рос. Мяоский сельский совет) — сільська рада в Естонській РСР, адміністративно-територіальна одиниця в складі повіту Вільяндімаа (1945—1950) та Тюріського району (1950—1954).

## Населені пункти
Сільській раді підпорядковувалися села: Курла (Kurla), Меосааре (Meosaare), Кабала (Kabala), Рая (Raja), Сааре (Saare), Мяо (Mäo), Аркма (Arkma).

## Історія
13 вересня 1945 року на території волості Кабала  у Вільяндіському повіті утворена Мяоська сільська рада з центром у селі Мяо.
26 вересня 1950 року, після скасування в Естонській РСР повітового та волосного поділу, сільська рада ввійшла до складу новоутвореного Тюріського сільського району.
17 червня 1954 року в процесі укрупнення сільських рад Естонської РСР Мяоська сільська рада ліквідована, а її територія склала східну частину Оллепаської сільської ради.